# 穆庫紐克峰

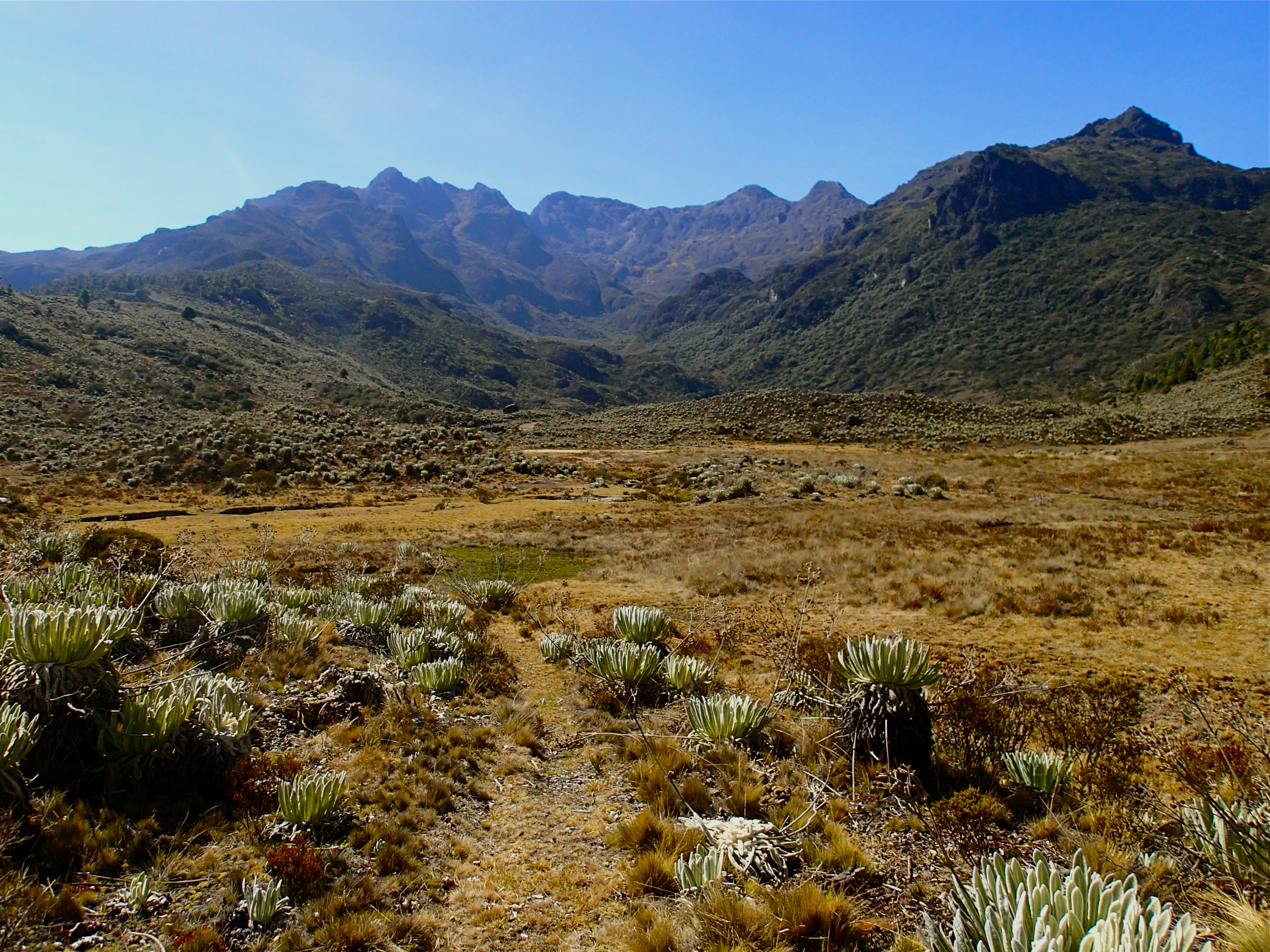

8°45′19″N 70°48′03″W / 8.75528°N 70.80083°W
穆庫紐克峰（西班牙語：Pico Mucuñuque），是委內瑞拉的山峰，位於該國西部梅里達州，屬於梅里達內華達山脈的一部分，處於梅里達市東北面約100公里，由內華達山脈國家公園負責管轄，海拔高度4,609米。